# Samuel Ezeala
Samuel Ezeala (Barcelona, 11 de diciembre de 1999) es un jugador español de rugby que se desempeña como ala o zaguero, que juega para el club Stade Français Paris del Top 14 francés.

## Carrera
Ezeala ha desarrollado toda su trayectoria de formación con el Barcelona Universitari Club donde  pronto destacó por sus habilidades, sobre todo la velocidad, y eso le llevó a jugar con las categorías inferiores de la selección española y catalana. Su progresión como jugador, tanto técnica como físicamente le convirtió en una de las perlas del rugby nacional hasta que con 16 años probó suerte en el rugby francés siguiendo los pasos de su colega Jordi Jorbá. Es ahí cuando el ASM Clermont Auvergne, se fija en los vídeos del catalán y le incorpora a sus filas para jugar en sus categorías inferiores. Su debut como profesional se da el 7 de enero de 2018 ante Racing 92 donde perdieron por un marcador de 58-6 y donde además Ezeala se tuvo que retirar del encuentro debido a una conmoción cerebral al chocar contra Virimi Vakatawa.
En 2023 fichó por la Section Paloise y la temporada siguiente por el Stade Français Paris, ambos del Top 14.

## Selección nacional
Ezeala ha sido internacional en las categorías inferiores de la selección española.